# 马考巴尔
马考巴尔是巴西圣保罗州的一个市镇。总面积248.649平方公里，总人口7389人，人口密度29.7人/平方公里。